# 西ジャカルタ市
西ジャカルタ市 (West Jakarta, インドネシア語: Jakarta Barat) は、インドネシアのジャカルタ首都特別州内にある市。2010年時点で人口は2,278,825人であり、市役所はプリ・ケンバンガンにある。
西ジャカルタ市は、北を北ジャカルタ市、東を中央ジャカルタ市、南を南ジャカルタ市、西をタンゲランと接する。

## 行政区
西ジャカルタ市は、8つの区に分けられる。
- チェンカレン（英語版）
- グロゴル・ペタンブラン（英語版）
- カリデレス（英語版）
- クボン・ジェルク（英語版）
- ケンバンガン（英語版）
- パルメラ（英語版）
- タマン・サリ（英語版）
- タンボラ（英語版）